# Ashabi
Ashabi u islamskoj terminologiji označava prijatelje poslanika Muhameda.  
Muslimani svaku osobu koja je vidjela poslanika Muhameda, poznavala Ga i vjerovala u Njegova učenja, a da je umrla kao musliman, smatraju ashabom. Popis takvih osoba veoma je dug. Na oprostnom hadždžu sudjelovalo je preko 124.000 osoba, no taj broj se obično svodi na ljude koji su bili češće uz Poslanika. Postoje i drugi koji su povezivani s Njime, a oni su identificirani od strane kasnijih učenjaka, a njihova imena zapisana su u knjigama, poput "Kitab el-Tebekat el-Kebir" Muhameda ibn Sada. 
Svjedočenja ashaba igraju značajnu ulogu u razumijevanju islamske povijesti i islamske prakse kroz hadise ili običajne postupke, te je stoga vrlo važno identificirati ih.
Ashabi su bili prijatelji poslanika Muhammeda a.s. koji su ga pratili u bitkama, a i u privatnom životu.
Najistaknutiji među njima, poznati po dobrom pamćenju Kurana, njegovom razumijevanju i poznavanju različitih načina njegovog učenja bili su Abdullah b. Mes'ud, Salim b. Ma'kal (poginuo u bitci na Jemami, Mu'az b. Džebel i Ubejj b. Ka'b. Zbog pogibije 70 hafiza Kurana u bitci na Jemami, stvorio se jedan od glavnih čimbenika projekta kodifikacije mushafa.